# Schlussgang
Als Schlussgang wird der letzte Kampf an einem Turnier in der Sportart Schwingen bezeichnet.
Jeder Teilnehmer absolviert sechs Kämpfe bzw. Gänge. Die zwei Teilnehmer, welche nach fünf Gängen in Führung liegen (mit den meisten Punkten), bestreiten den Schlussgang. Der Sieger aus dem Schlussgang ist der Sieger des Turniers. Der Verlierer fällt eventuell zurück im Klassement, er wird nicht automatisch als Zweiter klassiert (je nach Punktzahl).
An einem Eidgenössischen Schwing- und Älplerfest geht das Turnier über acht Gänge. Der Sieger des Schlussgangs ist der «Schwingerkönig». In dem seltenen Fall, dass ein Schwinger die gleiche Punktzahl wie der Schwingerkönig erreicht, erhält dieser den Titel «Erstgekrönter».

## Quelle
- Technisches Regulativ 2008 (PDF-Datei) des Eidgenössischen Schwingerverbands (ESV), Art. 14 Schlussgang